# 芒麦草属
芒麦草属（学名：Critesion）是禾本科下的一个属。该属仅有芒麦草（Critesion jubatum）一种，分布于北美、欧洲和亚洲。